# Muzeu virtual

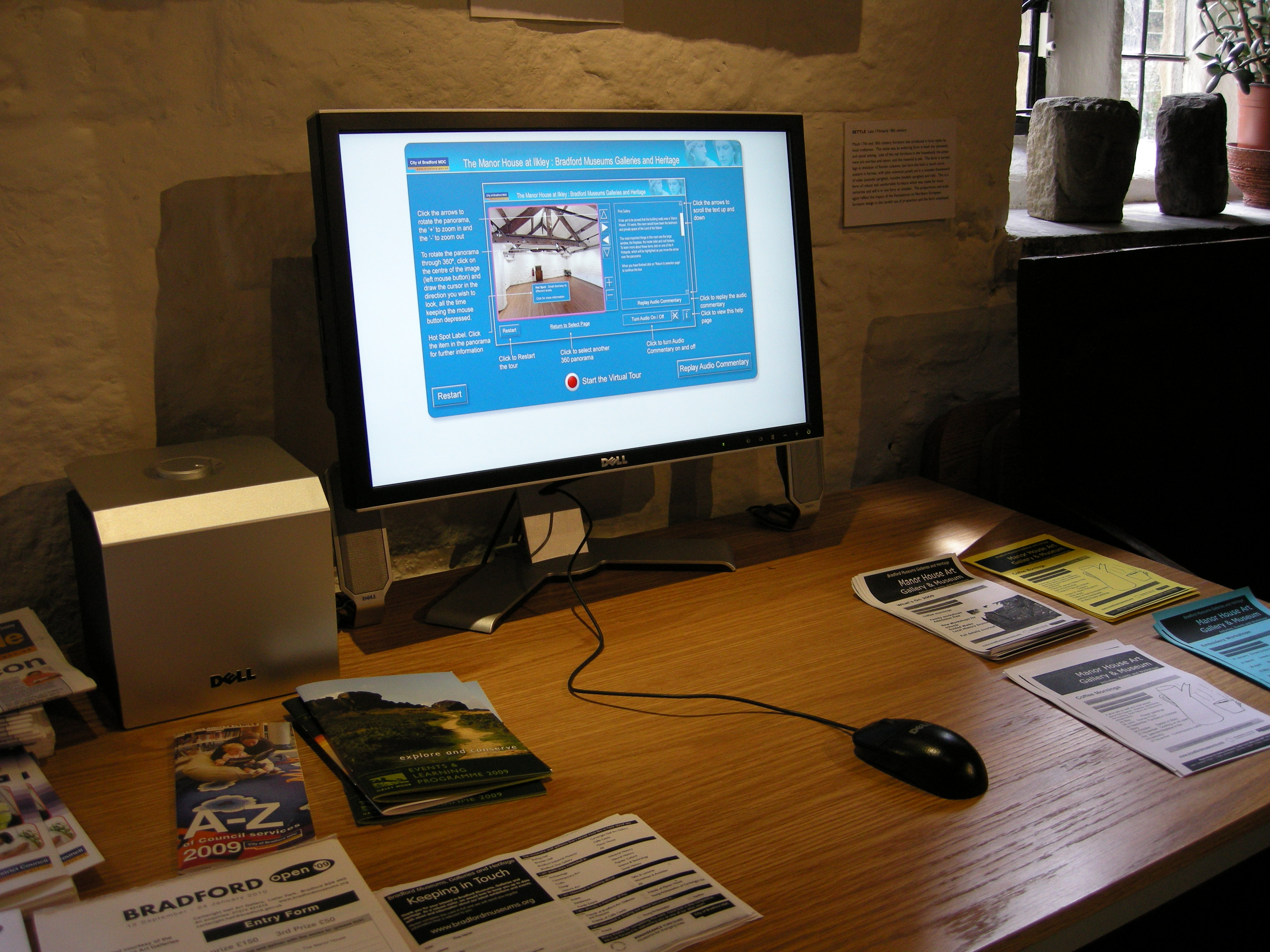
Muzee precum Ilkley Manor House din Anglia oferă un tur virtual al etajului superior, pentru a sprijini accesul la cultură al persoanelor cu dizabilități.

Un muzeu virtual este o entitate digitală care are scopuri asemănătoare cu cele ale unui muzeu.
1. În secolul al XIX-lea, pătrunde în limba română cuvântul muzeu. Preluat din greaca veche, muzeion însemnă un templu dedicat muzeelor, divinității patronatoare a artelor și literelor, o clădire special dedicată studiului și creației. 
În anul 1974,ICOM (Consiliul Internațional al Muzeelor Arhivat în 2 februarie 2015, la Wayback Machine.) definește MUZEUL. Deși legislația de domeniu din diferite țări cuprindea interpretări proprii, toate definițiile muzeului se îndreptau spre formula consacrată și promovată de acest institut.
Primele muzee virtuale au apărut in anul 1994, iar astăzi putem vorbi despre un număr mai mare de 5000, în fiecare zi luând naștere 3 muzee noi. 
Muzeul virtual atrage navigatorii de internet prin ușurința cu care se pot accesa aceste pagini cu conținut de text și imagine, dar și de confortul turului virtual.

## Realizarea unui muzeului virtual
- obținerea unui domeniu de internet
- achizitionarea de aparatura profesionala si de specialitate:  
- aparat foto profesional  
- scaner, imprimantă, tabletă
- server rețea, soft-uri de specialitate
- asistenta tehnica
- conexiunea la internet.
Pentru promovarea spațiului virtual va fi necesară înregistrarea adresei muzeului în baza de date a mai multor muzee europene sau mondiale, spațiul virtual extinzând-se proporțional cu numărul de vizitatori.
Una dintre funcțiile majore ale muzeului virtual este cea EDUCATIVA - de prezentare, de promovare si receptare a valorilor dintr-un anumit domeniu de manifestare. A face cunoscut publicului toate elementele care conferă unui obiect semnificația valorii sale, prezinta scopul principal al funcției de valorificare. O alta funcție importanta a muzeului virtual si nu numai, este cunoașterea, asimilarea si experimentarea nu doar prin raportare ideatica, abstracta.

## Avantajele muzeului virtual
- Vizitarea la costuri mult mai mici sau reduse a muzeelor la care se ajunge greu din cauza distantei, a costurilor de transport sau de intrare.
- Nu exista un orar prestabilit in vizitarea muzeului virtual (se poate accesa la orice ora din zi sau din noapte).
- Vizitarea mai multor muzee decât s-ar putea realiza fizic, din cauza cozilor sau a distantelor.
- Evitarea unui exponat care nu te interesează sau vizualizarea lui din mai multe unghiuri. 
- Nu exista riscuri ca încăperea în care exponatul pe care dorești sa îl vezi, sa lipsească sau sa nu fie inclus in expoziția temporara sau permanenta.
- In timpul vizionarii, nu ești deranjat de ceilalți vizitatori sau distras din cauza gălăgiei, agitație. 
- Exponatele/ operele prezentate, nu se deteriorează din cauza luminii, lipsei de oxigen, umidității, a urmelor tactile ale unor vizitatori curioși. 
- Atragerea unui număr mare de vizitatori, simultan.  
- Poate atrage noi vizitatori la muzeul real, un vizitator documentat profitând mai mult de pe urma vizitei virtuale. 

Din perspectiva publicului, „muzeul virtual” – expunerea online a pieselor – este un câștig major, deoarece
• contracarează – într-o oarecare măsură – „discriminarea geografică” oraș-sat și capitală provincie;
• poate expune și piesele „ascunse” veșnic în depozite;
• permite afișarea de „legende” ample.

## Dezavantajele muzeului virtual
- Vizitatorul nu are contact direct cu piesa expusa, care îți poate produce mai multe trăiri, aflându-te in fata acesteia.
- Nu poți conștientiza dimensiunile operei expuse, nivelul de deteriorare a exponatului, textura operei.
- Muzeul real îți oferă o combinație intre clădire si exponate, pe care nu o poți simții in cazul unui tur virtual.
Dezavantajele provocate de muzeul virtual:
- Muzeele virtuale produc venituri mult mai mici decât muzeele reale.
- Fondurile provenite, pot afecta procesele de conservare a exponatelor reale.
- Din punct de vedere economic, un muzeu virtual nu poate susține un muzeu real. 